# Simmonds Peak
Simmonds Peak är en bergstopp i Antarktis. Den ligger i Västantarktis. Nya Zeeland gör anspråk på området. Toppen på Simmonds Peak är 1 940 meter över havet.
Terrängen runt Simmonds Peak är varierad. Trakten är obefolkad. Det finns inga samhällen i närheten. 